# Oreina caerulea
Oreina caerulea es una especie de insecto coleóptero de la familia Chrysomelidae.
Fue descrita científicamente en 1790 por Olivier.